# David Karp
David Karp (New York, 6 luglio 1986) è un imprenditore statunitense.
È noto per essere il fondatore e l'amministratore delegato della piattaforma di blogging Tumblr. Nel 2010 la rivista Technology Review, pubblicata dal Massachusetts Institute of Technology, l'ha inserito nella lista "TR35", come uno dei 35 più importanti innovatori nel mondo sotto i 35 anni di età. Karp ha un patrimonio netto stimato di 200 milioni di dollari.

## Biografia
Karp è cresciuto nell'Upper West Side di Manhattan, figlio di Barbara Ackerman e Michael Karp. Dal terzo anno di età ha frequentato la Calhoun School, dove sua madre insegna scienze; in seguito ha studiato presso la Bronx High School of Science per un anno, prima di lasciarla all'età di 15 anni per ricevere un'istruzione parentale. A quattordici anni Karp ha iniziato a fare tirocinio con il produttore Fred Seibert, e in seguito ha continuato a lavorare come consulente software per UrbanBaby, un forum online sull'educazione dei figli. Nel 2006 Karp ha abbandonato UrbanBaby e ha iniziato a lavorare su Tumblr. Il sito web è stato lanciato all'inizio del 2007.